# ان‌جی‌سی ۶۷۱۲
ان‌جی‌سی ۶۷۱۲ (انگلیسی: NGC 6712) یک خوشه کروی در صورت فلکی سپر است.